# Zarudzie (hromada Zborów)
Zarudzie (ukr. Заруддя) – wieś na Ukrainie w rejonie tarnopolskim należącym do obwodu tarnopolskiego.
Dawniej miasteczko i gmina jednostkowa w powiecie zborowskim Królestwa Galicji i Lodomerii. W II RP już nie fiuruje jako miasteczko. Od 1934 w zbiorowej gminie Zborów w powiecie przemyślańskim.
Po dawnym miasteczku zachował się rynek.
Do 2020 w rejonie zborowskim.

## Zabytki
- zamek, wybudowany w XVII w.[8]